# St. Johann Baptist (Wildenrath)

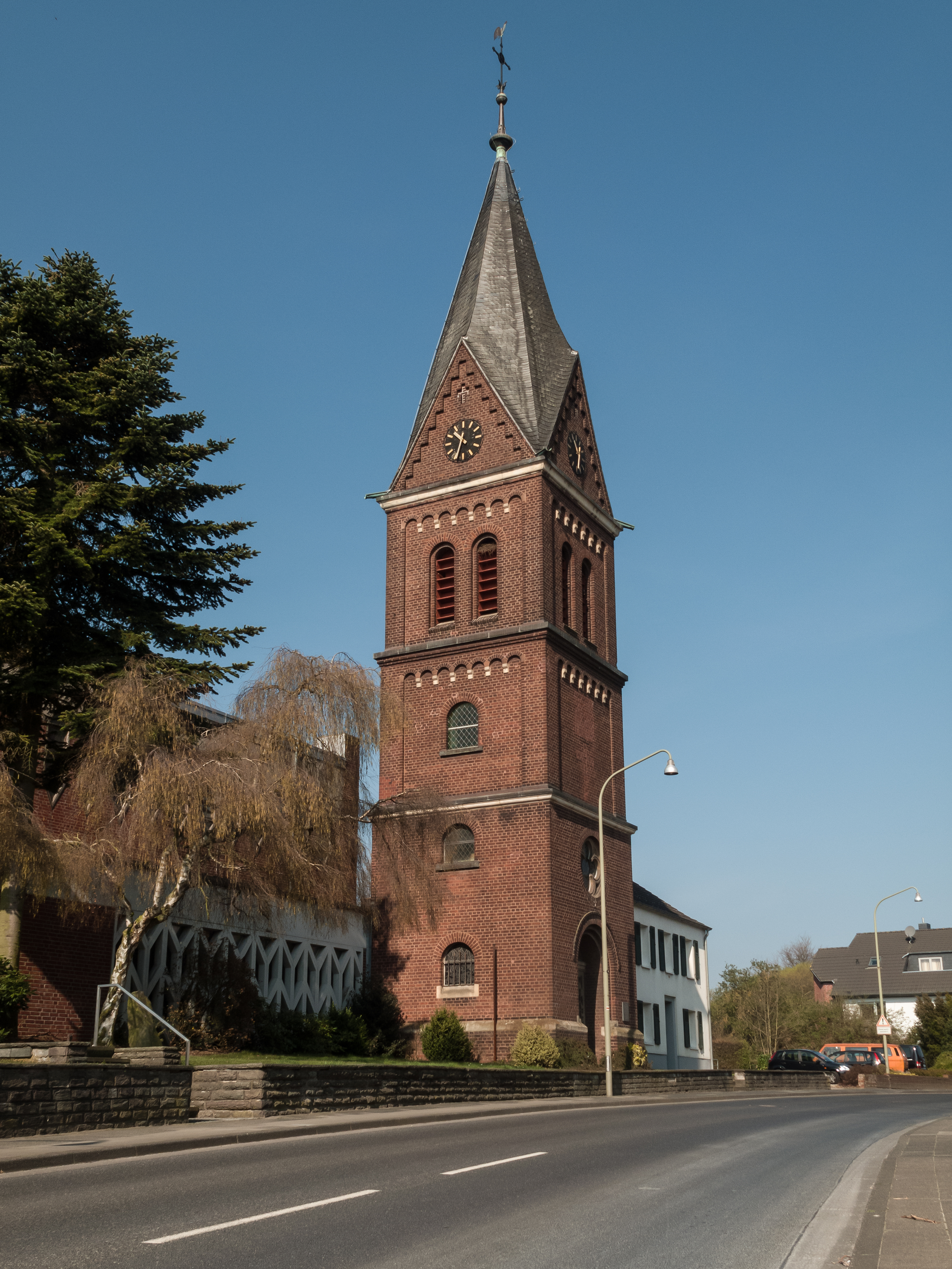
St. Johann Baptist in Wildenrath

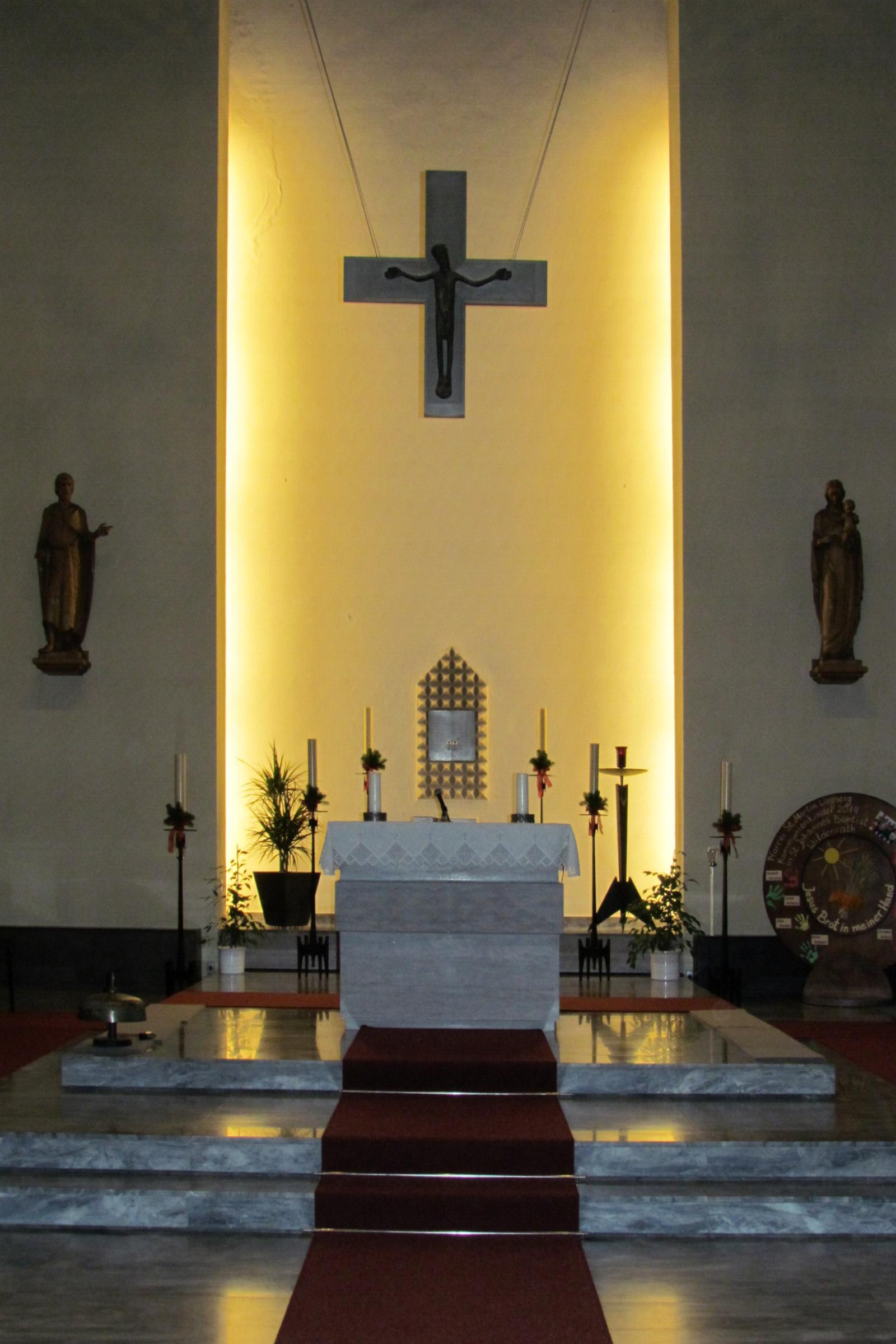
Blick in den Chor

St. Johann Baptist ist die römisch-katholische Filialkirche des Wegberger Stadtteils Wildenrath im Kreis Heinsberg (Nordrhein-Westfalen). 
Der Kirchturm ist unter Nummer 150 in die Liste der Baudenkmäler in Wegberg eingetragen, der eigentliche Kirchenbau steht nicht unter Denkmalschutz. Außerdem ist die Kirche Johannes dem Täufer geweiht.

## Geschichte

### Allgemeines
Eine Kirche in Wildenrath wurde erstmals 1118 urkundlich erwähnt. In der Urkunde heißt es, dass die Kirche in Wildenrath dem neu gegründeten Stift in Wassenberg übergeben wurde. 1474 erhielt die Gemeinde ihren ersten eigenen Pfarrer. Bis dahin wurde Wildenrath von Wassenberg aus betreut. Es ist anzunehmen, dass der Ort als Filiale bis ins 15. Jahrhundert zur Pfarre Wassenberg gehörte und erst daraufhin eigenständig wurde.
Seit dem 1. Januar 2013 ist Wildenrath keine eigenständige Pfarrgemeinde mehr. Die Pfarrei wurde mit einigen anderen ehemaligen Pfarreien zur Pfarre St. Martin Wegberg fusioniert. Seitdem ist St. Johann Baptist eine Filialkirche dieser neuen Großpfarre.

### Kirchengebäude
Die ursprüngliche Wildenrather Kirche, die wohl romanischen Ursprungs war, wurde in der Mitte des 19. Jahrhunderts zu klein. Daraufhin wurde ein Neubau an anderer Stelle in den Jahren 1850 bis 1851 nach Plänen von Theodor August Stein errichtet, jedoch zunächst ohne Glockenturm. Dieser wurde 1894 angebaut. Das ursprüngliche Gotteshaus bestand noch bis zum Jahr 1873 und wurde bis dahin als Schule genutzt und schließlich abgerissen. 
Das neuromanische Gotteshaus von 1850/51 wurde zu Beginn der 1960er Jahre bis auf den Turm abgerissen. An gleicher Stelle wurde in den Jahren 1964 bis 1965 die heutige Kirche nach Plänen des Erkelenzer Architekten Josef Viethen unter Einbezug des Glockenturms erbaut.

## Architektur
St. Johann Baptist ist eine im Baustil der Nachkriegsmoderne errichtete Basilika in Ost-West-Ausrichtung. In der Mitte des gerade geschlossenen Chors befindet sich eine rechteckige Nische, in die der Tabernakel untergebracht ist. An der Nord und Südseite dieser Nische befindet sich je ein langes Fenster. Ansonsten ist der Chor fensterlos. Im Obergaden des Mittelschiffs befinden sich langgestreckte sechseckige Fenster und auf ganzer Länge der Seitenschiffe erstreckt sich ein Fenster in Beton-Maßwerk. Der dreigeschossige Glockenturm ist der Kirche an der Südseite vorgebaut. Er wurde im Baustil der Neuromanik errichtet und besitzt einen achteckigen Helm. An der Ostseite des südlichen Seitenschiffs befindet sich die Sakristei. Das gesamte Gotteshaus ist mit einer Flachdecke überspannt. Charakteristische Bauelemente sind Sichtbeton und Ziegelsteine.

## Ausstattung
Im Innenraum befindet sich eine weitgehend moderne Ausstattung aus den 1960/70er Jahren. Aus der Vorgängerkirche wurde ein neuromanischer Maria-Hilf-Altar aus der zweiten Hälfte des 19. Jahrhunderts sowie der Taufstein aus dem 12. Jahrhundert übernommen. Dieser befindet sich in der Taufkapelle, welche im Untergeschoss des Turmes eingerichtet wurde. Die Fenster schuf Wilhelm de Graaff um das Jahr 1965. Sie stellen Szenen aus dem neuen Testament dar, größtenteils mit Bezug auf den Kirchenpatron Johannes den Täufer.
Im Turm befinden sich drei Glocken des Bochumer Vereins für Gussstahlfabrikation. Sie wurden 1953 gegossen und besitzen die Schlagtöne f′, as′ und b′.